# Владимир Кушаковић
Владимир Кушаковић (? — ?, после 1912) био је српски агроном, професор, председник Српског пољопривредног друштва и народни посланик.

## Биографија
Владимир Кушаковић је основну школу завршио у Шапцу, граду у ком је 1890. године завршио и седам разреда гимназије. Студије пољопривреде је завршио у Хохенхајму у Немачкој, као државни питомац. По повратку у земљу почео је да ради као хонорарни наставник у Ратарској школи у Краљеву. Ову дужност је обављао у периоду од 1896. до 1902. године. Поред ове дужности, Кушаковић је у Министарству народне привреде радио као ванредни писар. Кушаковић се бавио и ловом. Присуствовао је збору ловаца у Брзану у октобру 1896. године, који је претходио оснивању Ловачког удружења у Краљеву. Године 1907. постао је економ Пожеревачког округа, а од 1909. до 1911. године је био начелник у шумарском одељењу.
Кушаковић је између 1905. и 1908. године био биран за народног посланика Чачанског округа. Био је члан Српског пољпопривредног друштва од 1897. године. Године 1909. изабран је за члана управе Друштва, а годину дана касније постао је и његов председник. Кушаковић је био и влансик листа Тежак од 1910. до 1912. године.
Тачно време и место његове смрти није познато. Преминуо је након 1912. године.